# Tadeusz Galik
Tadeusz Dionizy Galik (ur. 8 kwietnia 1902 w Warszawie, zm. 1 lutego 1977 w Warszawie) – polski wioślarz, architekt olimpijczyk z Paryża, rezerwowy zawodnik w czwórce ze sternikiem. Absolwent z 1934 Wydziału Architektury Politechniki Warszawskiej. Jest pochowany na cmentarzu Powązkowskim w Warszawie (kwatera

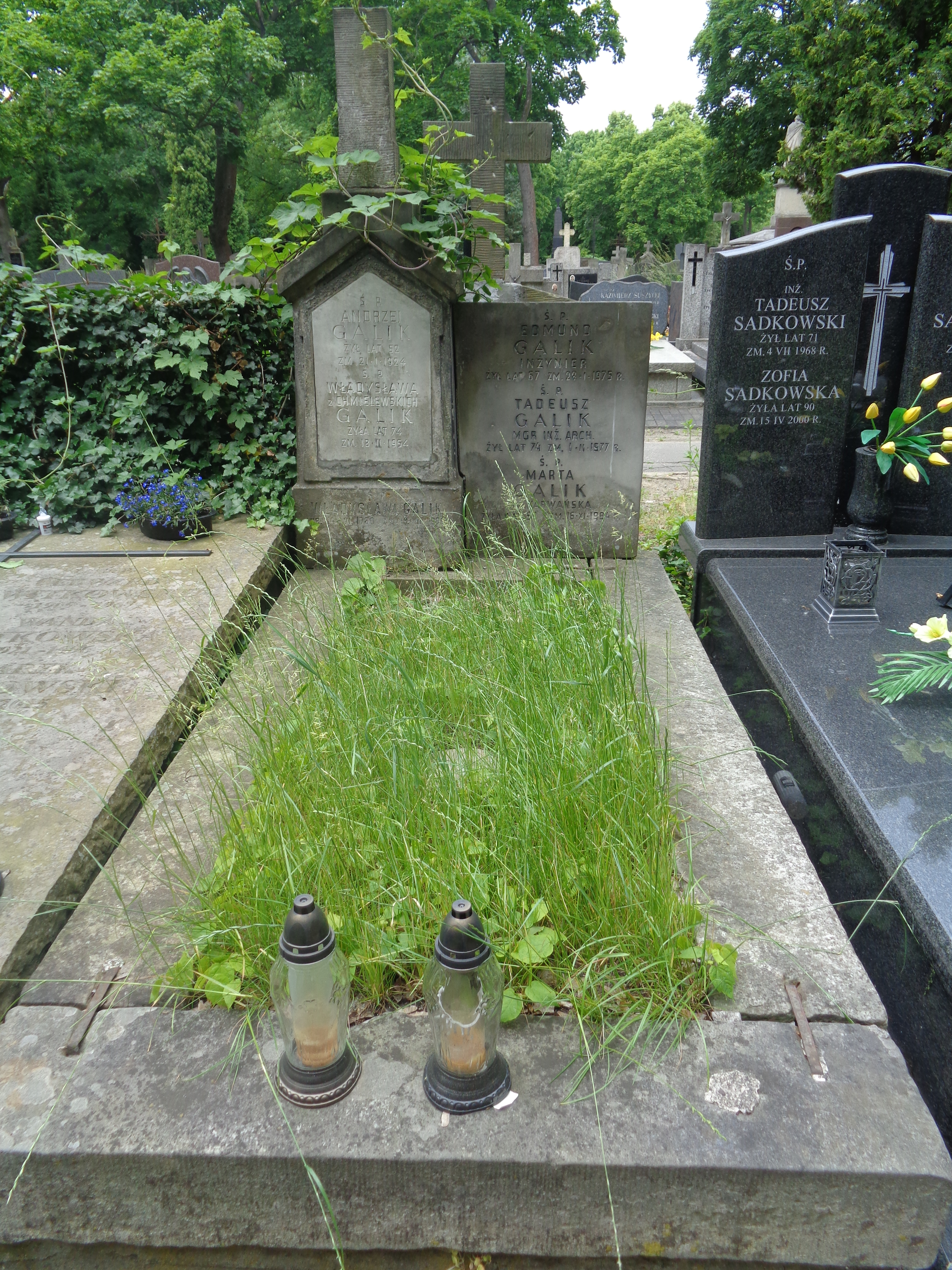
Grób olimpijczyka i architekta Tadeusza Galika na Cmentarzu Powązkowskim

90, rząd 5, miejsce 8).